# Wado-ryu
Wado-Ryu (em japonês:  和道流, wadō-ryū)[a] é um estilo de karatê, criado pelo mestre japonês Hironori Otsuka, em 1932, no qual são mescladas técnicas do estilo Yoshin-ryu de jiu-jitsu à forma ensinada pelo mestre Gichin Funakoshi.

## História
Hironori Otsuka graduou-se no estilo Shindo yoshin-ryu de jiu-jítsu, que começou a treinar ainda com a idade de treze anos, por volta de 1905. Esta escola tradicional (ou koryu), criada por Katsunosuke Matsuoka, é uma das ramificações do remoto estilo Yoshin-ryu. Matsuoka tinha estudado Jikishin kage-ryu kenjutsu, Hokushin itto-ryu kenjutsu e Tenjin shinyo-ryu jujutsu na academia Bakufu kobusho, que era a instituição oficial no período Edo.
O estilo Yoshin-ryu, por sua vez, fora criado pelo mestre Yoshitoki Akiyama nos idos da década de 1530, aparentemente depois de uma epifania enquanto meditava sobre a resistência da árvore de salgueiro debaixo duma nevasca. Durante sua evolução, o estilo teria sido ensinado ao mestre Matsuoka por Hirotuska Totsuka, que o utilizou para sua própria evolução e criação de seu estilo peculiar.
Seguindo a linhagem de ensino, Matsuoka tomou por discípulo Matakichi Inose, este a Tatsusaburo Nakayama, que foi mestre de Hironori Otsuka.
No ano de 1917, Otsuka conheceu Morihei Ueshiba, criador do Aikido, e logo se tornaram amigos.
Em 1921, Otsuka recebeu o grau de mestre de jujutsu. Um ano depois, tornou-se aluno do mestre Gishin Funakoshi.
Com dedicação aos treinamentos, logo galgou grau de mestre de caratê, mas como já tinha uma visão própria de como a arte marcial deveria evoluir, levou-se à cisão e à criação de um estilo particular, no qual as técnicas de tai sabaki, nage waza, ukemi waza e ne waza tivessem maior relevância, pois, segundo a observação de Otsuka, o currículo composto por inúmeros kihon, a despeito de aprimorar o condicionamento físico, não tinha muito emprego prático num embate real.
Por volta de 1929, Otsuka já tinha composto um currículo básico do futuro estilo, o qual era uma quimera baseada no seu estilo de jiu-jitsu e da variação do estilo Shotokan - ryu ensinado pelo mestre Funakoshi. O que deixa esse aspecto mais aparente são, por parte do jiu-jitsu, a tendência a uma luta mais fechada com o oponente e, por parte do caratê, o maior foco nas técnicas contundentes e a lista de kata (quinze).
Foram desenvolvidas sequências de luta combinada, ou yakussoku kumite, para o treinamento das técnicas e, no decorrer, o mestre Otsuka passou a treinamento livre de luta, jiu kumite e shiai kumite, com os alunos. Nessas sessões de luta, eram utilizados os coletes desenvolvidos para o treinamento de kendo, no fito de promover protecção aos praticantes.
Do aikido, a influência mostrou-se sutilmente no nome adotado, que à semelhança da arte de Ueshiba, o termo "harmonia" faz parte da denominação do estilo. E, na mesma trilha, as características do pouco uso de energia própria, o pouco esforço físico, e do uso de esquivas e controle do oponente, que são marcantes no aikido, fazem parte da proposta do estilo wado-ryu.
A metodologia adoptada pelo mestre Otsuka acabaria por afastar seu estilo marcial tanto do jiu-jitsu, que era muito mais suave, e do caratê, que era muito linear e mais rígido. Esse fator também cumpriu o papel de promover a dissensão em relação ao mestre Funakoshi, que acreditava que a repetição constante dos kata era suficiente para o aprendizado do caratê e a prática de kumite era muito arriscada. Entretanto, Otsuka manteve estreito contacto com outros mestres, como Kenwa Mabuni e, principalmente, Choki Motobu, para quem o kumite deveria ser um parte importante do treino, em cujo escopo está inserida a fixação dos conhecimentos.
As visões do mestre Funakoshi, de origem oquinauaense, querendo uma modalidade mais esportiva e educacional, para o desenvolvimento do aspecto cívico do carateca, e de Otsuka, de origem nipônica e herdeiro de uma tradicional linhagem, com um abordagem mais achegada aos valores marciais tradicionais (budo), distanciaram-se de tal forma que o mestre oquinauense achou por bem despedir-se marcialmente do aluno, pois a arte deste já não era mais Shotokan. Em 1934, o estilo foi formalmente reconhecido como apartado do Shotokan e registrado no Butoku-kai.
Por volta de 1940, o mestre Hironori Otsuka funda a Wado-kai (kai = organização), com o objetivo de consolidar as diretrizes e garantir a padronização das técnicas do Wado-ryu (ryu = estilo).
Em meados de 1980, já com idade bastante avançada, mestre Otsuka considerava se aposentar como líder da organização e pretendia nomear seu filho, Jironori Otsuka, como seu sucessor. Entretanto diversos outros professores de alto nível do estilo Wado-Ryu não compartilhavam dessa opinião.
Depois de diversas tentativas de negociação, sem sucesso, Otsuka acabou deixando sua própria organização, chagando a declarar publicamente, em 8 de Novembro desse mesmo ano que "as pessoas que não me seguirem e não concordarem comigo como alunos, não terão mais nada a ver com o Wado-Ryu Karate-Do", o que o levou a fundar, no dia primeiro de Abril de 1981, a Wado-Ryu Karate-Do Renmei.
Neste momento, os diversos praticantes do estilo acabam se dividindo entre as duas organizações. Posteriormente, na europa, o mestre Tatsuo Suzuki funda a organização Wado Kokusai, reunindo praticantes descontentes com as outras duas organizações.
Portanto, após a morte do fundador, o estilo cindiu-se em três principais organizações: Wado-Ryu Renmei, Wado Kokusai e Wado-kai. Embora o estilo em si permaneça basicamente inalterado.

### O Estilo Wado Ryu no Brasil
O estilo Wado Ryu teve início no Brasil em fevereiro de 1956 com a chegada do mestre Koji Takamatsu. Posteriormente, com a chegada dos mestres Michizo Buyo em 1964, que articulou em 1968 a Organização Wado Kai do Brasil, Susumu Suzuki e Takeo Kikutake, e a criação da entidade Kii Kuu Kai Karatê-Dô Wado-Ryu em 1977, o Wado Ryu cresceu no interior do Brasil[carece de fontes?]. O Mestre Suzuki, chegou em solo brasileiro em 1975 a convite da Wado-Kai do Brasil onde assumiu a Diretoria Técnica e a Coordenação Geral de Arbitragem dessa entidade[carece de fontes?].

#### Wado Ryu do Rio Grande do Sul para o Brasil
O Wado Ryu chegou ao Rio Grande do Sul no ano de 1963, através do Mestre Muto Takeo Suzuki, vindo do estado do Pará, onde desembarcou em 1960, vindo do Japão sua terra natal.
Em 1963 mudou-se para o Porto Alegre - RS,  lecionando na Associação Cristã de Moços. Formou diversos alunos faixas pretas até o 1970.  Mudou-se para São Paulo onde fundou a Wado-Kai do Brasil, Junto com o Mestre Michizo Buyo, nesta época o Wado-Ryu ainda estava unido, depois introduziu o Wado-Ryu no Rio de Janeiro, e morou mais dois anos no Japão treinando diretamente com o Mestre Fundador Hironori Otsuka. Retornou a Porto Alegre 1974, fundando a Escola Dojinmon (portal para o caminho do conhecimento) de Wado-Ryu Karate-Do, onde formou mais um grupo de faixas pretas, entre eles Nelson Guimarães que o substituiu quando mudou-se para Belo Horizonte em 1980 e depois para Brasília, introduzindo o Wado-Ryu nestas duas cidades (estados). Na sua trajetória Mestre Takeo Suzuki formou diversos alunos faixas pretas, que por sua vez formaram outros, assim determinando a formação de uma rede de escolas Dojinmon no Estado do Rio Grande do Sul, e mesmo fora dele, nos outros locais onde o Prof. Suzuki lecionou, como Brasília, São Paulo, Curitiba, e Minas Gerais. Dentre seus alunos mais graduados, e dirigentes das escolas Dojinmon atuais, estão Nelson Guimaraes, Valério Sarru Neiva, Renato Amemiya, Ernani Kuhn.
O estilo é praticado em várias cidades do Brasil e no Rio Grande do Sul em Porto Alegre e Gramado.
A Escola Dojinmon pratica o Karate-Do Wado-Ryu como Budo (Metafilosofia zen, aplicada as Artes Marciais Clássicas), seguindo os ensinamentos do Mestre Fundador Hironori Otsuka, com o intuído de defesa pessoal e autoconhecimento, preconizando o equilibro entre o desenvolvimento físico, cultural e espiritual do praticante.

## Características
Wado significa, em tradução literal para o português, "caminho (do) da paz e harmonia (wa)".
O estilo se diferencia dos demais pela ênfase no emprego de técnicas de esquiva (sabaki e nagashi), projeção — mais comuns no judô, no aiquidô e jiu-jitsu — e movimentação/troca de guarda (ten-i, ten-tai e ten-gui). Isso se deve ao fato de mestre Otsuka ter-se graduado em judô e kendo. Não que no caratê tradicional essas técnicas não existissem, como mestre Funakoshi exemplificou codificando nove movimentos de projeção, mas devido ao facto de os mestres caratê naquela época estarem buscando mais as raízes do kenpo na China, os golpes de atemi eram mais valorizados.
No estilo, as técnicas de defesa (ukewaza) são fortemente baseadas na esquiva e na movimentação de quadril, em detrimento dos bloqueios simples feitos com os braços e as mãos. Já o ataque é lançado quase simultaneamente à defesa, visando aproveitar ao máximo a força usada pelo adversário na agressão, pois um dos princípios é obter o máximo de eficiência com o mínimo gasto de energia: o kiai, no sentido de harmonizar o fluxo de energia entre os adversários, também recebe especial atenção.
Outro diferencial marcante é a prática do yakussoku kumite, ou luta combinada, que consiste em simulação de combate na qual se permite aos lutadores o treino de situações de projeção, esquiva, imobilização, finalização, defesa, ataque e contra-ataque.

### Katas
Conforme o estilo, segundo sua filosofia, os movimentos e escopos dos katas tendem a variar. Em 1977, o sensei Otsuka declinou que, além do kihon-kata, em seu estilo havia apenas nove katas: os cinco da série Pinan, mais Kushanku, Naihanchi, Seishan e Chinto. E em seu livro do mesmo ano, foram dadas notas detalhadas de execução de cada um deles. Todavia, o mestre ensinava outros, mas sobre os quais não fornecia maiores explicações formais: Bassai, Rohai, Niseishi, Wanshu, Jion, e Jitte.
| Kata         | Linhagem | Criador          |
| ------------ | -------- | ---------------- |
| Bassai       | Shorin   | Incerto          |
| Chinto       | Shorin   | Lau Lai Anan[b]  |
| Jitte        | Shorin   | Incerto          |
| Jion         | Shorin   | Incerto          |
| Kushanku     | Shorin   | Kushanku         |
| Naihanchi    | Shorin   | Lau Lai Anan[b]  |
| Niseishi     | Shorei   | Incerto          |
| Pinan shodan | Shorin   | Anko Itosu       |
| Pinan nidan  | Shorin   | Anko Itosu       |
| Pinan sandan | Shorin   | Anko Itosu       |
| Pinan yondan | Shorin   | Anko Itosu       |
| Pinan godan  | Shorin   | Anko Itosu       |
| Rohai        | Shorin   | Kosaku Matsumora |
| Seishan      | Shorei   | Incerto          |
| Wanshu       | Shorin   | Wang ji[b]       |

### Graduação
A sequência de faixas ou cinturões, desde o principiante ao mais graduado, é dividida em dezoito níveis: nove de principiantes e nove de expertos.
| Branca · mukyu | Amarela · 8º kyu | Laranja · 7º kyu | Bordô · 6º kyu | Azul · 5º kyu | Verde · 4º kyu | Roxa · 3º kyu | Marrom · 1º · 2º kyu | Preta · 1º - 9º Dan |

## Dojo kun
São os preceitos éticos a serem praticados pelo carateca.
- Respeito acima de tudo
- Polidez de caráter
- Sinceridade
- Espírito de esforço e perseverança
- Conter o espírito de agressão.

Um carateca deve introduzir em suas atitudes o dojokun para alcançar um equilíbrio entre mente, corpo e alma, e assim conseguir enfrentar seu dia a dia com dignidade.